# Ditson Conductor's Award
Il Ditson Conductor's Award, istituito nel 1945, è il più antico riconoscimento che premia i direttori d'orchestra per il loro impegno nei confronti della musica americana. La borsa di 5,000 $ fornita dal Fondo Alice M. Ditson della Columbia University fu aumentata nel 1999 di 1000 $.
Alla morte di Alice M. Ditson, vedova dell'editore musicale Charles H. Ditson, il 30 aprile 1940, dispose un lascito alla Columbia University per "l'incoraggiamento e l'aiuto dei musicisti". Da questo sono nate borse di studio, audizioni pubbliche, pubblicazione del lavoro di musicisti di talento e il Ditson Conductors Award.

## Vincitori del Ditson Conductor's Award
| - 1945 Howard Hanson - 1946 Leon Barzin - 1947 Alfred Wallenstein - 1948 Dean Dixon - 1949 Thor Johnson - 1950 Izler Solomon - 1951 Robert Whitney - 1952 Leopold Stokowski - 1953 Walter Hendl - 1954 David Broekman - 1955 Robert Shaw - 1956 Victor Alessandro - 1957 Howard Mitchell - 1958 Leonard Bernstein - 1959 Julius Rudel - 1960 Richard Bales - 1961 Richard Franko Goldman | - 1962 Guy Fraser Harrison - 1963 Milton Katims - 1964 Emerson Buckley - 1965 Jacob Avshalomov - 1966 William Strickland - 1967 Igor Buketoff - 1968 Alan Carter - 1969 Frederick Fennell - 1970 Gunther Schuller - 1971 Maurice Abravanel - 1972 Louis Lane - 1973 Stanisław Skrowaczewski - 1974 Lukas Foss - 1975 Antal Doráti - 1976 José Serebrier - 1977 Eugene Ormandy - 1978 Gregg Smith | - 1979 Sergiu Comissiona - 1980 James A. Dixon - 1981 Michael Charry - 1982 Russell Patterson - 1983 Julius Hegyi - 1984 Leonard Slatkin - 1985 Jorge Mester - 1986 Efrain Guigui - 1987 Dennis Russell Davies - 1988 Lawrence Leighton Smith - 1989 Gerard Schwarz - 1990 Mstislav Rostropovich - 1991 Christopher Keene - 1992 Herbert Blomstedt - 1993 Michael Tilson Thomas - 1994 Gerhard Samuel - 1995 Gustav Meier | - 1996 James Bolle - 1997 David Zinman - 1998 JoAnn Falletta - 1999 Christoph von Dohnányi - 2000 James DePreist - 2001 Joel Sachs - 2002 Edwin London - 2003 David Alan Miller - 2004 Donald Portnoy - 2005 David Hoose - 2006 David Robertson - 2007 Gil Rose - 2008 Robert Spano - 2009 James Levine - 2010 Osmo Vänskä - 2011 Alan Gilbert - 2012 George Manahan | - 2013 Jeffrey Milarsky - 2014 Harold Rosenbaum - 2015 John Mauceri - 2016 Cliff Colnot - 2017 Marin Alsop - 2018 Oliver Knussen - 2019 Bradley Lubman - 2020 Steven Schick - 2021 John Adams - 2022 Delta David Gier |